# Бобслей на зимних Олимпийских играх 1968
Соревнования по бобслею на зимних Олимпийских играх 1968 года прошли с 8 по 11 февраля в Гренобле, на трассе горнолыжного курорта Альп-д'Юэз. Длина трассы составляла 1500 м при высоте в 140 м и среднем градиенте 9,33 %. Точка старта находилась на высоте 2030 м над уровнем моря, траектория имела 13 поворотов.
Ранее здесь дважды проводились чемпионаты мира: в 1951 году, через некоторое время после возведения сооружения, и в 1967-м, в рамках подготовки к Олимпиаде. На этом последнем мировом первенстве обнаружился главный недостаток трассы — из-за яркого солнца ледовое покрытие желоба быстро таяло, а установленная семнадцать лет назад система охлаждения не могла поддерживать температуру на требуемом уровне. Поэтому, чтобы принять у себя Игры, организаторы были вынуждены внести в устройство трассы существенные изменения. Была смонтирована более производительная система охлаждения, над некоторыми участками трассы появились заграждающие от солнца навесы, а двенадцатый участок, наиболее проблемный в этом плане, снабдили циркулирующей системой подачи жидкого азота.
Несмотря на всю серьёзность подготовительных мероприятий, в конечном счёте погода всё равно оказала существенное влияние на ход проведения заездов, поставив бобслейную программу под угрозу срыва. Состязания двоек растянулись на пять дней вместо обычных двух, итоги в четвёрках из-за таяния льда пришлось подвести уже после двух попыток, тогда как обычно спортсмены спускаются по трассе четыре раза.
Были разыграны два комплекта наград, в соревнованиях приняли участие 90 человек из 11 стран мира. Сорокалетний итальянский пилот Эудженио Монти имел огромное количество титулов и наград со всех возможных турниров, однако побеждать на Олимпийских играх ему не доводилось ни разу, и здесь, на закате своей спортивной карьеры, он исполнил давнюю мечту, причём победил сразу в двух зачётах, как в двойках, так и в четвёрках. В зачёте двухместных экипажей немецкий пилот Хорст Флот показал точно такое же время и надеялся разделить золото с итальянцами, но судьи поставили его на второе место, потому что Монти в одной из попыток установил рекорд трассы. Итальянский спортсмен, будучи добропорядочным человеком, хотел оспорить решение судей, но товарищи по команде уговорили его остаться единственным золотым медалистом в двойках. Сборная Румынии, выигравшая бронзу, стала первой восточно-европейской командой по бобслею на подиуме Олимпийских игр, кроме того, эти медали до сих пор остаются единственными у румын среди всех зимних Олимпиад.
Зачёт четырёхместных экипажей ограничился одним соревновательным днём и двумя попытками. Эудженио Монти с партнёром-разгоняющим Лучано де Паолисом вновь не разочаровали итальянских болельщиков, став первыми в истории Олимпийских игр бобслеистами, которым удалось взять золото сразу в двух дисциплинах. Их преследователи из сборных Австрии и Швейцарии расположились на втором и третьем местах соответственно.

## Медали

### Общий зачёт
| Общее количество медалей |           |        |         |        |       |
| Место                    | Страна    | Золото | Серебро | Бронза | Всего |
| 1                        | Италия    | 2      | 0       | 0      | 2     |
| 2                        | Австрия   | 0      | 1       | 0      | 1     |
| 2                        | ФРГ       | 0      | 1       | 0      | 1     |
| 4                        | Румыния   | 0      | 0       | 1      | 1     |
| 4                        | Швейцария | 0      | 0       | 1      | 1     |

### Медалисты
| Дисциплина       | Золото                                                                          | Серебро                                                                   | Бронза                                                             |
| Мужчины-двойки   | Италия · Эудженио Монти · Лучано де Паолис                                      | ФРГ · Хорст Флот · Пепи Бадер                                             | Румыния · Ион Панцуру · Николае Нягое                              |
| Мужчины-четвёрки | Италия · Эудженио Монти · Лучано де Паолис · Роберто Дзандонелла · Марио Армано | Австрия · Эрвин Талер · Райнхольд Дурнталер · Херберт Грубер · Йозеф Эдер | Швейцария · Жан Вики · Ханс Кандриан · Вилли Хофман · Вальтер Граф |